# Erazem Lorbek
Erazem Lorbek, slovenski košarkar, * 21. februar 1984, Ljubljana, Slovenija.
Erazem je bil rojen v znani košarkarski družini Lorbkovih in je najstarejši od treh bratov-košarkarjev, srednji po vrsti je Domen, najmlajši pa Klemen. Vsi pa  so se zapisali košarki, tako kot pred tem njihov oče Rado Lorbek. Začetno košarkarsko vzgojo, poleg zgleda očeta, je Erazem dobil na OŠ Franceta Bevka v Ljubljani in na treningih košarkarske šola Ježica pod mentorstvom športnega pedagoga in trenerja Aleša Pečeta, nato pa je prestopil k mladinski šoli ljubljanske Olimpije. Nastopal je tudi na tekmah pionirskega festivala, kjer sta v njegovi šolski ekipi igrala Uroš Slokar in Boštjan Cesar. Ni samo najstarejši med brati; je tudi najvišji, saj je s svojimi 210 cm primeren za igralno mesto centra, zaradi svoje velike gibljivosti lahko igra tudi na mestu krilnega centra.

## Klubska kariera

### Obdobje 1999 - 2005:
Po preboju skozi mladinska moštva v Ljubljani Erazem ni zaigral za člansko ekipo Olimpije, ker je raje prej odšel na nadaljnje košarkarsko izobraževanje v ZDA. Tam je ostal eno sezono (2002-2003) pri ekipi Univerze Michigan State Michigan State Spartans, v študentski ligi NCAA, kjer je dosegal povprečje 6,4 točke in 3,3 skoka na srečanje. 
Leta 2003 se je vrnil v Evropo, podpisal je za italijanski Fortitudo Bologna in tam je ostal vse do leta 2006. V Bologni se je razvijal v vrhunskega košarkarja pod taktirko priznanega hrvaškega trenerja Jasmina Repeše. V drugem letu pri Fortitudu, sezoni evrolige 2004-05 si je prislužil nagrado vzhajajoče zvezde Evrolige, ki jo podeljujejo najobetavnejšim igralcem evropske košarke.

### 2005 - 2009:
Vsekakor je bilo leto 2005 ena večjih prelomnic v Erazmovi karieri. Poleg že omenjene nagrade je sodeloval na izboru za v ligo NBA, kjer ga je v drugem krogu novačenja kot 46. novinca skupno zase izbralo moštvo Indiana Pacers. Vendar je Lorbek ostal pri igranju v Evropi, ker so pri Indiani menili, da naj se še naprej razvija v svoji igri preden bi ga spustili v izjemno konkurenčno ligo NBA. Tako je ostal še eno leto v Italiji, pred zadnjo sezono v Fortitudu pa je prvič zaigral tudi za svojo nacionalno reprezentanco.

Leta 2006 je sklenil pogodbo s španskim klubom Unicaja Málaga, toda ta ga po le trinajstih odigranih tekmah posodil nazaj v Italijo, kjer je sezono 2006-07 odigral najprej za Benetton Treviso, ki pa se ga je moral v drugem delu sezone zaradi nepravilnosti v pogodbi odpovedati. Takrat je podpisal za svoj tretji italijanski klub, Virtus oziroma Lottomatica Roma. V Rimu je ostal le eno sezono, nato pa odšel na drugi konec Evrope, v Rusijo, kjer je evropsko sezono 2008-09 odigral CSKA Moskva skupaj s Smodišem. Moštvo je prišlo vse do finala Evrolige, kjer je klonilo proti Panathinaikosu iz Aten, Erazem je bil imenovan v postavo druge peterke Evrolige.

### 2009 -
Sledil je drugi odhod v Španijo, 18. avgusta 2009 je Lorbek sklenil triletno pogodbo s klubom FC Barcelona Bàsquet, ki je prisotna v španskem prvenstvu imenovanem Liga ACB in v Evroligi. V Barceloni je imel Erazem družbo v reprezentančnem kolegu Jaki Lakoviču. Po pogodbi bi lahko igranje za klub prekinil le v primeru povabila kluba iz lige NBA. Pogodbo z Barcelono je poleti 2012 podaljšal, ker se je klub zavedal, da je bil v  sezoni prej najboljši igralec v ekipi. Avgusta 2014 pa je Barcelona prekinila pogodbo z igralcem zaradi hude poškodbe. 

### Vrnitev, 2016
Po dveh letih zdravljenja kolena in treningov je bil vztrajni športnik poleti 2016 na preizkušnji pri San Antonio Spurs na njihovem poletnem pripravljalnem obdobju. V jeseni je razmišljal o nastopih v Španiji in pri francoskih klubih. Ko ni uspel. se je zdravil naprej in treniral sam. Na igrišča se je skušal vrniti v letu 2017 in se 2018 priključil treningom Petrola Olimpije. Februarja je poskusno igral na eni izmed tekem. Postopoma zaključuje kariero. 

## Slovenska košarkarska reprezentanca

### Uspehi z mladinci
Erazem je bil v generaciji, ki je nase  opozorila že z dosežki na mednarodnih tekmovanjih za mlade. Najprej je bil med srebrnimi na EP do 18 let leta 2002, kjer je bil izbran za najboljšega igralca turnirja. Dve leti kasneje, 2004 pa so v Brnu na češkem osvojili zlato kolajno na EP do 20 let. Erazem, ki je bil ves čas na čelu svoje ekipe, pa je bil še enkrat imenovan za najboljšega igralca prvenstva. 

### V članski izbrani vrsti
Za na EP 2005 v Srbiji je takratni selektor Aleš Pipan povabil v svojo ekipo dva mlada visoka igralca, Erazma in  Uroša Slokarja. Oba sta opravičila zaupanje in ostala redna člana slovenske reprezentance. Predvsem je napredoval Lorbek, ki je po še eni pridobljeni izkušnji na EP 2007 že lahko prevzel večje breme nase. To je bilo toliko bolj potrebno po odhodu dolgoletnega kapetana moštva Nesteroviča, ki je bil dolgo prvi center slovenske ekipe. Tako je na svojem tretjem mednarodnem članskem prvenstvu na EP 2009 postal standardni član prve peterke v kateri se je pokazal kot pravi motor ekipe. Na številnih tekmah je prišla do izraza njegova sposobnost igranja tako pod košem kot stran od njega, tako v obrambi kot tudi v napadu. Da je karakter igralca, ki lahko potegne ostale soigralce za sabo, je dokazal predvsem na najtežjih preizkušnjah, ko je bil pravi vlečni konj ekipe in je čestokrat prevzel nase odgovornost ko je bilo najtežje. Omembe vredna je njegova predstava na tekmi proti Hrvaški v četrtfinalu, ko je dosegel 27 točk in 8 skokov, večino v najtežjih delih tekme in bil najzaslužnejši, da je Slovenija prvič prišla do nastopa v polfinalu. Kljub temu, da je njegova ekipa ostala brez odličja, morala se je zadovoljiti s končnim četrtim mestom, pa si je Erazem pridobil dodatno omembo s tem, da je postal prvi slovenski košarkar, ki je bil izbran v prvo peterko prvenstva. Prvenstvo je zaključil kot tretji najboljši strelec s 16,4 točke na tekmo in prav tako tretji skakalec s povprečno 7,4 skoka na tekmo.
Za domače EP 2013 v Sloveniji se je Erazem pripravljal skupaj z ostalimi reprezentanti, vendar mu je poškodba žal preprečila nastop. Težave s poškodbo so se po naslednji sezoni ponovile tako, da se je moral leta 2014 sprijazniti s prekinitvijo igranja.

## Statistika

### Statistika tekem v Evroligi
| Sezona  | Moštvo           | Tekem | Točk | TNT  | OM1  | OM2  | OM3  | Skok | Kraj | Podaj | Blok |
| ------- | ---------------- | ----- | ---- | ---- | ---- | ---- | ---- | ---- | ---- | ----- | ---- |
| 2003-04 | Skipper Bologna  | 22    | 77   | 3,5  | 54,2 | 59,2 | 40   | 50   | 12   | 9     | 8    |
| 2004-05 | Climamio Bologna | 20    | 185  | 9,3  | 70,6 | 59,3 | 36,8 | 98   | 23   | 17    | 17   |
| 2005-06 | Climamio Bologna | 19    | 183  | 9,6  | 52,8 | 55   | 47,4 | 83   | 15   | 20    | 7    |
| 2006-07 | Unicaja Málaga   | 7     | 11   | 1,6  | 50   | 28,6 | 16,7 | 27   | 1    | 4     | 4    |
| 2006-07 | Benetton Treviso | 2     | 13   | 6,5  | 0    | 55,6 | 33,3 | 7    | 5    | 2     | 2    |
| 2007-08 | Lottomatica Roma | 20    | 265  | 13,3 | 68,5 | 56,6 | 39   | 112  | 33   | 16    | 20   |
| 2008-09 | CSKA Moskva      | 21    | 253  | 12   | 65,2 | 60   | 44,4 | 106  | 17   | 17    | 14   |

Legenda: Tekem - Število odigranih tekem, Točk - število vseh doseženih točk v celi sezoni, TNT - Povprečno število točk na tekmo, OM - Odstotek meta za 1, 2 in 3 točke v odstotkih, Kraj - Število vseh ukradenih žog, Skok - Število vseh skokov, Podaj - Število vseh podaj, Blok - Število vseh blokad